# 박주원 (음악가)
박주원(1980년 11월 24일 ~ )은 대한민국의 집시 기타리스트이다.
2009년 첫 앨범《집시의 시간》과 2011년 《슬픔의 피에스타》를 발매하면서 대중의 주목을 받았고, 이 두 앨범은 한국대중음악상 시상식에서 최우수 크로스오버 부문을 수상했다.

## 앨범
- 《집시의 시간》
- 《슬픔의 피에스타》
- 《캡틴》

## 참조
1. ↑  들어나 봤나, 집시 기타 보관됨 2016-03-04 - 웨이백 머신 《시사인》, 2012년 12월 12일